# Fay-lès-Marcilly
Fay-lès-Marcilly település Franciaországban, Aube megyében. Lakosainak száma 84 fő (2022. január 1.). Fay-lès-Marcilly Avant-lès-Marcilly, Avon-la-Pèze, Bourdenay, Charmoy és Rigny-la-Nonneuse községekkel határos.

## Népesség
A település népességének változása:
| Lakosok száma | 98   | 62   | 79   | 102  | 86   | 84   | 87   | 90   | 92   | 84   |
|               | 1968 | 1982 | 1990 | 2006 | 2013 | 2015 | 2017 | 2019 | 2020 | 2022 |